# The Reincarnation of Peter Proud
The Reincarnation of Peter Proud és una pel·lícula estatunidenca dirigida per J. Lee Thompson, estrenada l'any 1975.

## Argument
Un professor universitari (Sarrazin) pateix recurrents i estranys malsons que el porten a creure que és près per l'esperit d'un home mort. La seva decisió d'investigar el problema el portarà molt lluny.

## Repartiment
- Michael Sarrazin: Peter Proud
- Jennifer O'Neill: Ann Curtis
- Margot Kidder: Marcia Curtis
- Cornelia Sharpe: Nora Hayes
- Paul Hecht: Dr. Samuel Goodman
- Tony Stephano: Jeff Curtis
- Norman Burton: Dr. Frederick Spear
- Anne Ives: Ellen Curtis
- Debralee Scott: Suzy
- Jon Richards
- Steve Franken: Dr. Charles Crennis
- Fred Stuthman: Pop Johnson
- Lester Fletcher: Car Salesman
- Paul Nevens: Room Clerk
- Breanna Benjamin: Miss Hagerson
- Addison Powell: Reeves
- Phillip Clark :Number Five
- Gene Boland: Charlie